# Almolinus
Almolinus Petrunkevitch, 1958 è un genere di ragni fossili appartenente alla famiglia Salticidae.

## Caratteristiche
Gli esemplari finora raccolti risalgono tutti al Paleogene.

## Distribuzione
Le tre specie oggi note di questo genere sono state rinvenute in Europa centrale: la A. bitterfeldensis nella località tedesca di Bitterfeld e le altre in alcuni depositi di ambra baltica.

## Tassonomia
A giugno 2011, questo genere fossile comprende 3 specie descritte e una incerta:
- Almolinus bitterfeldensis Wunderlich, 2004 - ambra di Bitterfeld
- Almolinus clarus Petrunkevitch, 1958[2] - ambra baltica
- Almolinus ligula Wunderlich, 2004 - ambra baltica
- Almolinus sp. Wunderlich, 2004 - ambra baltica